# Носата черепаха зморшкувата
Носата черепаха зморшкувата (Rhinoclemmys areolata) — вид черепах з роду Носата плямиста черепаха родини Азійські прісноводні черепахи.

## Опис
Загальна довжина карапаксу досягає 20—27 см. Голова відносно невелика. Має маленький ніс у порівняні з іншими представниками роду. Карапакс опуклий, овальної форми. По його середині проходить невеликий кіль. Щитки панцира великі з численними зморшками або маленькими борознами. З віком вони майже повністю зникають.
Голова чорного забарвлення. За очима присутні червоні смужки, що тягнуться до шиї.
Карапакс чорний. Пластрон жовтого та перетинка кольору. На пластроні крайові щитки мають чорний колір.

## Спосіб життя
Полюбляє савани, ліси, болотисті місцини. Харчується жуками, комахами, пагонами рослин, калом.
Самиця відкладає 1 велике яйце. За рік буває лише 1 кладка. За температури 25—30 °C інкубаційний період триває 67—120 діб.

## Розповсюдження
Мешкає на південному сході Мексики: південний Веракрус, Табаско, північний Чьяпас, Кампече, Кінтана-Роо, о. Козумел, півострів Юкатан, а також уздовж Атлантичного узбережжя півночі Центральної Америки: Гватемала, Беліз, північний захід Гондурасу.